# Leptosomatum bathybium
Leptosomatum bathybium är en rundmaskart som beskrevs av Allgen 1954. Leptosomatum bathybium ingår i släktet Leptosomatum och familjen Leptosomatidae. Inga underarter finns listade i Catalogue of Life.